# Вице-президент Зимбабве
Ви́це-президе́нт Зимба́бве — второй по значимости государственный пост в Зимбабве, согласно конституции разделённый на посты первого и второго вице-президента (англ. First Vice-President  of Zimbabwe и англ. Second Vice-President  of Zimbabwe), что отражает очерёдность их призвания к президентской присяге в случае вакантности поста президента, а также очерёдность исполнения обязанностей президента, когда он находится за пределами страны или не в состоянии выполнять конституционные обязанности.
Вице-президенты назначаются на пост президентом страны, при этом традиционно первым вице-президентом назначается представитель народа шона, а вторым вице-президентом — представитель народа матабеле.

## Участие вице-президентов в кризисе 2017 года
После отставки 21 ноября 2017 года Роберта Габриэля Мугабе с поста президента, в условиях отстранения 6 ноября 2017 года от должности первого вице-президента Эммерсона Дамбудзо Мнангагвы, президентом страны де-юре согласно конституции стал второй вице-президент Репорт Фелекезела Мфоко, однако этот политик был исключён из правящей партии Зимбабвийский африканский национальный союз — Патриотический фронт и бежал за границу. Юридическая проблема была решена парламентом страны, восстановившим полномочия Эмерсона Мнангагвы в качестве первого вице-президента, после чего он вступил в должность президента 24 ноября 2017 года.

## Список первых вице-президентов Зимбабве
|               | Портрет | Имя | Начало полномочий | Окончание полномочий | Партия                                                             | Президент                   |
| ------------- | ------- | --- | ----------------- | -------------------- | ------------------------------------------------------------------ | --------------------------- |
| 1             |         | Саймон Венгаи Музенда (1922—2003) шона Simon Vengai Muzenda | 31 декабря 1987   | 20 сентября 2003     | Зимбабвийский африканский национальный союз — Патриотический фронт | Роберт Габриэль Мугабе      |
| 2             |         | Джойс Теураи Ропа Муджуру (1955—) шона Joice Teurai Ropa Mujuru урожд. Рунаида Мугари шона Runaida Mugari                                                                    | 20 сентября 2003  | 8 декабря 2014       | Зимбабвийский африканский национальный союз — Патриотический фронт | Роберт Габриэль Мугабе      |
| 3             |         | Эммерсон Дамбудзо Мнангагва (1942—) шона Emmerson Dambudzo Mnangagwa | 12 декабря 2014   | 6 ноября 2017        | Зимбабвийский африканский национальный союз — Патриотический фронт | Роберт Габриэль Мугабе      |
| пост вакантен |         | |                   |                      |                                                                    |                             |
| 4             |         | Константино Гувейа Доминик Ньикадзино Чивенга (1956—) шона Constantino Guveya Dominic Nyikadzino Chiwenga урожд. Константине Гувейа Чивенга шона Constantine Guveya Chiwenga | 28 декабря 2017   | действующий          | Зимбабвийский африканский национальный союз — Патриотический фронт | Эммерсон Дамбудзо Мнангагва |

## Список вторых вице-президентов Зимбабве
|               | Портрет     | Имя                                                                           | Начало полномочий | Окончание полномочий | Партия                                                             | Президент                   |
| ------------- | ----------- | ----------------------------------------------------------------------------- | ----------------- | -------------------- | ------------------------------------------------------------------ | --------------------------- |
| 1             |             | Джошуа Мкубуке Ньонголо Нкомо (1917—1999) англ. Joshua Mqabuko Nyongolo Nkomo | 31 декабря 1987   | 1 июля 1999          | Зимбабвийский африканский национальный союз — Патриотический фронт | Роберт Габриэль Мугабе      |
| 2             |             | Джозеф Уилфред Мсика (1923—2009) англ. Joseph Wilfred Msika                   | 23 декабря 1999   | 4 августа 2009       | Зимбабвийский африканский национальный союз — Патриотический фронт | Роберт Габриэль Мугабе      |
| 3             |             | Джон Ланда Нкомо (1934—2013) англ. John Landa Nkomo                           | 14 декабря 2009   | 17 января 2013       | Зимбабвийский африканский национальный союз — Патриотический фронт | Роберт Габриэль Мугабе      |
| 4             |             | Репорт Фелекезела Мфоко (1940—2024) англ. Report Phelekezela Mphoko           | 12 декабря 2014   | 27 ноября 2017       | Зимбабвийский африканский национальный союз — Патриотический фронт | Роберт Габриэль Мугабе      |
|               | независимый | Репорт Фелекезела Мфоко (1940—2024) англ. Report Phelekezela Mphoko           | 12 декабря 2014   | 27 ноября 2017       |                                                                    | Роберт Габриэль Мугабе      |
| пост вакантен |             |                                                                               |                   |                      |                                                                    |                             |
| 5             |             | Кембо Дьюгиш Кэмпбелл Мохади (1949—) англ. Kembo Dugish Campbell Mohadi       | 28 декабря 2017   | 1 марта 2021         | Зимбабвийский африканский национальный союз — Патриотический фронт | Эммерсон Дамбудзо Мнангагва |
| пост вакантен |             |                                                                               |                   |                      |                                                                    |                             |